# James Dormeyer
 (mai 2010).
Si vous disposez d'ouvrages ou d'articles de référence ou si vous connaissez des sites web de qualité traitant du thème abordé ici, merci de compléter l'article en donnant les références utiles à sa vérifiabilité et en les liant à la section « Notes et références ».
James Dormeyer (11 juillet 1936 à Commercy dans le département de la Meuse en France - ) est un réalisateur canadien de radio, de télévision et de cinéma.

## Biographie
James Dormeyer commence ses études à l'Université de Dijon puis obtient, à l'IDHEC de Paris, son diplôme de fin d’étude en réalisation, prise de vue et montage. Par la suite, il réalise des courts métrages en Afrique (Algérie, Côte d’Ivoire, Niger, Mali, Guinée) et des films publicitaires en Espagne (Estudios Moro, Madrid). En 1965, il s'installe au Canada.
En 1968, la Société Radio-Canada l’engage comme réalisateur. Il œuvre alors dans plusieurs secteurs : variétés, information, émissions pour enfants, émissions dramatiques et musicales. À travers ces diverses expériences, il s’attachera à cerner la spécificité nouvelle du langage de la vidéo, par rapport à la syntaxe déjà connue du langage filmique. À ce sujet, c’est surtout l’extraordinaire pouvoir d’enrichissement collectif offert par la télévision qui nourrit sa recherche. Le but est de rejoindre toujours davantage le grand public, même et surtout à travers des domaines réputés difficiles comme, entre autres, celui de la musique contemporaine.
Menuhin-Prévost, une aventure créatrice lui vaut une mention d’honneur au prestigieux prix Italia 1990. Cette émission de deux heures trente minutes raconte la création, de la composition jusqu'à l’interprétation, d’une œuvre de musique contemporaine, Cantate pour cordes d'André Prévost. En 1993, avec La Suite montréalaise, il commande cinq compositions originales à cinq compositeurs montréalais. Ainsi, il poursuit son projet d’une télévision à la fois éducative, démystificatrice et distrayante, génératrice d’œuvres télévisuelles nouvelles à des heures de grande écoute. Pour cette émission, il se méritera trois Prix Gémeaux : meilleure émission Spéciale des Arts, meilleur montage et meilleur son.
En 2006, il termine son projet le plus ambitieux, Journal d'une création. Dans celui-ci, il raconte, en la filmant presque jour après jour de 1996 à 1998, la composition par André Prévost d’une œuvre symphonique, le Concerto pour violon et orchestre.

## Réalisations
- 1996 à 2006
  - Journal d'une création, conception, prise de vue et montage d’un document vidéo racontant presque quotidiennement la création par André Prévost de son Concerto pour violon et orchestre dédié à Chantal Juillet et dirigé par Charles Dutoit à l’Orchestre symphonique de Montréal (OSM).

- 1996
  - Invité (le 19 janvier 1996) par la 1996 Conference of International Television Documentary on culture à Taipei, Taïwan, République de Chine, pour présenter La Suite montréalaise
  - Invité (le 23 octobre 1996) par l’Institut national de l’image et du son (INIS) pour présenter un exposé sur l’esthétique de l’image vidéo.

- 1995
  - Une journée dans la vie de Louise Andrée Baril (clip) portrait humoristique en dix minutes d’une journée échevelée de la pianiste, de son lever jusqu’au coucher, dans son bain tourbillon !!!
  - Un prix pour Yegor (vingt minutes) diffusé à l’émission d’information Le Point : Les émotions d’un jeune virtuose, Yégor Dyachkov, lors du Concours international de violoncelle Max D. Jost à Lausanne et auquel il échouera.
  - Kenneth Gilbert (clip)Sur l’orgue de l’université McGill, interprétation de deux pièces extraites du Livre d’orgue de Montréal.
  - Les Saisons de Hayon (57 min 50 s) captation d’un concert donné lors du Festival international de Lanaudière.

- 1994
  - Certains cris (27 min 50 s) émission spéciale racontant la dernière journée de travail pour Margie Gillis concevant une chorégraphie originale sur une œuvre d’André Prévost et spectacle final de cette chorégraphie conçue pour la télévision.
  - Forum 93 (57 min 50 s) émission spéciale sur l’événement Forum-93 qui voit la rencontre de six jeunes compositeurs venus du monde entier dont les œuvres, écrites pour la circonstance, sont répétées et interprétées par le Nouvel ensemble moderne (NEM) sous la direction de Lorraine Vaillancourt.
  - Yuli Turovsky (clip de 6 min 50 s) évocation par le violoncelliste du drame yougoslave sur des extraits d’une sonate de Kodaly.
  - Marc-André Hamelin (clip de 3 min 00 s) sur l’esplanade de la Place des Arts de Montréal, le pianiste environné réellement et électroniquement des jeux d’eau qui l’entourent, interprète une sérénade de Strauss-Godowsky.
  - Denis Brott et Margie Gillis (clip) deux œuvres de Piatigorsky interprétées par le violoncelliste, avec chorégraphie de Margie Gillis sur les toits et sous la verrière du musée des beaux-arts de Montréal.
  - Événement télévision 94 à Radio-Canada, présentation d’un colloque sur le thème Image et Musique à la télévision.

- 1993
  - La Suite montréalaise émission spéciale à l’occasion du 350e anniversaire de la fondation de Montréal.
  - Prix Gémeaux
    - meilleure émission Spéciale des Arts
    - meilleur montage toutes catégories
    - meilleur son toutes catégories

  - Plaque de bronze au Colombus International Film and Video Festival 93
  - Mention spéciale prix Anik 93
  - Beethovenissimo, conception et réalisation d’une série de neuf émissions de 57 min 50 s portant sur les neuf symphonies de Beethoven
  - Mention spéciale Prix Anik 93
  - Angèle, Louise-Andrée, Arthur et les autres…  (57 min 50 s) (Un portrait d’Angèle Dubeau, violoniste)
  - Gilles Tremblay… un univers sonore (57 min 50 s) (Un portrait de ce compositeur canadien)
  - Vers une étoile, Compostelle II (27 min 50 s), émission spéciale pour une approche visuelle d’une musique contemporaine de Gilles Tremblay
  - Paris qui dort (57 min 50 s), émission spéciale rendant compte du travail de deux improvisateurs, Michel Donato (contrebasse) et Robert Lepage (clarinette), sur les images du film de René Clair
- 1988-1990
  - La flûte enchantée (Opéra de Montréal) captation live
  - Don Gioanni (Opéra de Montréal) captation live

- 1987
  - Menuhin-Prévost, une aventure créatrice (conception et réalisation)
  - Prix Italia (mention d’honneur)
  - Rogers Communication Award pour la couverture des Arts

- 1985-1986
  - Tristan et Isolde (Opéra de Montréal) captation live
  - Tosca (Opéra de Montréal) captation live

- 1984-1985
  - Année sabbatique, voyage en Union soviétique en rapport avec le projet avorté de Noces de Stravinsky

- 1983
  - Le conte de l'Oiseau, conception et réalisation sur un poème symphonique d’André Prévost et Paule Tardif Delorme
  - Prix Anik

- 1982
  - Les Noces de Stravinsky, concept-images qui devait trouver place dans un vaste hommage au compositeur, organisé par WGBH-Boston, du réseau PBS. Le projet ne vit pas le jour en raison des restrictions budgétaires du nouveau gouvernement républicain de l’époque, mais le concept fut élaboré au complet et approuvé par le producteur de WGBH

- 1979-1980
  - Prévert, Rose ou Bleu ?, conception et réalisation à partir de textes de Jacques Prévert, Prix Anik, Golden «à» Award au Modern Language Film Festival New York 1981, mention d'honneur American Film Festival USA 1982, Sélection INPUT 80, Washington
  - Nous n'irons plus au bois, conception et réalisation à partir de texte de Jacques Prévert et Jules Supervielle (suite de l’émission précédente)
  - À voix Basse de Gilles Archambault, dramatique pour Les Beaux Dimanches, sélectionné pour le « Prague d’Or »

- 1975-1978
  - Dans le cadre d’une série de dramatiques expérimentales intitulée Scénario :
    - Le Temps devant… de Gilles Archambault (4 épisodes)
    - La Rose des sables de Roger Fournier (4 épisodes)
    - Journal en images froides de Marie-Claire Blais (4 épisodes)

- 1974-1975
  - La super franco fête (une heure), émission spéciale sur film
  - La super franco fête, coordonnateur et réalisateur d'une série d'émissions quotidiennes sur cet événement
  - Participation comme délégué de Radio-Canada à différents colloques de l’UER (l'Union européenne de radio-télévision) sur les programmes pour enfants, à Toronto, Copenhague et Montréal
  - Connexion, conception et réalisation d’un magazine en direct pour jeunes (série de 39 heures)

- 1971-1974
  - TELECHROME (série de trente neuf heures par année) conception et réalisation, création en direct, et par des jeunes en studio, d’images de bandes dessinées, accompagnées de leur texte, suggérées à distance par d’autres jeunes au téléphone sur tout le réseau

- 1970-1971
  - Le franbecois, conception et réalisation, série éducative sur la langue française
  - Femmes d'aujourd'hui, conception et réalisation, deux émissions consacrées aux relations hommes femmes de races différentes
  - On jour à vivre, conception et réalisation, trois émissions consacrées aux comportements d’enfants en classe de pré-maternelle

- 1968-1970
  - À compter du mois d'août 1968, il devient réalisateur à Radio-Canada. Il participe à des émissions hebdomadaires pour enfants, trente-neuf demi-heure par année :
    - Grujot et Délicat ;
    - Sol et Gobelet ;
    - La Ribouldingue.

- 1965-1968
  - Durant ces années, il réalise divers documentaires tournés pour Hydro-Québec, réalisation, prises de vues, montage :
  - Manic 2 ;
  - Complexe Manicouagan-Outarde ;
  - Films publicitaires conçus et tournés pour Hydro-Québec et la Société Radio-Canada.

- 1964-1965
  - Concepteur et réalisateur de films publicitaires aux Estudios Moro à Madrid, dont un sélectionné pour le Festival du film publicitaire de Cannes 1964

- 1962-1963
  - Correspondant des Actualités françaises pour l’Ouest africain (Niger, Côte d’Ivoire, Guinée), images et textes des reportages présentés chaque semaine dans les salles de cinéma de ces pays
  - Divers : documentaires éducatifs et industriels
  - Le voyage du président Houphouët-Boigny en Guinée (prises de vues et montage), prix Targa Leone di San Marco (Festival de Venise 1963)

## Formation
- 1956-1959 : formation universitaire et professionnelle à l’Institut des hautes études cinématographiques(IDHEC XIIIème promotion) Paris, diplôme en réalisation, prises de vues et montage)
- Stage de fin d’études aux studios Africa à Alger. Au cours de ce stage, conception et réalisation d’une campagne de sécurité sur les forages pétroliers d’Hassi-Messaoud (Algérie) et de Lacq (France).

## Prix
- Prix « prévention et sécurité » au Festival des films techniques de Rouen (1960)